# Vangulifer neophasis
Vangulifer neophasis James & Olson, 1991 è un uccello passeriforme estinto della famiglia Fringillidae.

## Descrizione
La specie è nota solo in base al ritrovamento di subfossili parziali di ossa del corpo: rispetto al congenere V. mirandus, possedeva mascella più grande e dritta, oltre a una serie di piccole differenze anatomiche.

## Biologia
Le abitudini di questi uccelli sono sconosciute: si suppone tuttavia che esse non differissero significativamente da quelle degli altri drepanidini, che sono uccelli diurni che vivono in coppie o in piccoli gruppi. Anche la loro dieta rimane un mistero, in quanto la conformazione del becco sembrerebbe incompatibile sia con un'alimentazione a base di semi che di nettare o larve da reperire nella corteccia: è stato ipotizzato che questi uccelli fossero insettivori, che catturavano le prede in volo, similmente a quanto osservabile nei pigliamosche.

## Distribuzione e habitat
La specie era endemica dell'isola hawaiiana di Maui, della quale verosimilmente popolava le zone ricoperte da foresta.

## Estinzione
V. neophasis si è estinto anteriormente all'arrivo degli europei nell'arcipelago: verosimilmente, questa specie scomparve in seguito all'alterazione dell'habitat ad opera dei coloni polinesiani, oppure forse ancora precedentemente ai cambi climatici della transizione Pleistocene-Olocene, ambedue eventi che hanno decretato la scomparsa di numerosissime specie di drepanidini dalle Hawaii.